# Уильямс, Тед (бейсболист)
Теодор Самуэль (Тед) Уильямс (англ. Theodore Samuel "Ted" Williams, 30 августа 1918 — 5 июля 2002) — американский профессиональный бейсболист и менеджер. Всю свою 19-летнюю карьеру в Главной лиге бейсбола провёл на позиции левого филдера в клубе «Бостон Ред Сокс» (1939—1942 и 1946—1960). Считается одним из лучших отбивающих в истории бейсбола. Уильямс дважды становился самым ценным игроком Американской лиги, шесть раз лидером лиги по отбиванию, 17 раз участвовал в матчах всех звёзд МЛБ и дважды становился обладателем Тройной короны. Его процент отбивания является самым высоким среди игроков МЛБ, сделавших более 500 хоум-ранов. За его заслуги в 1966 году он был включён в Национальный бейсбольный Зал славы.
Тед Уильямс родился и вырос в Сан-Диего (штат Калифорния) и начал играть в бейсбол ещё в детстве. С 1939 года он стал выступать за «Бостон Ред Сокс», где почти сразу стал одним из лучших отбивающих. В 1941 году его средний процент отбивания уже составлял 40,6 %, таким образом он стал последним игроком МЛБ, отбившим более 40 % подач в сезоне. В 1943 году он был вынужден прервать свою профессиональную карьеру, чтобы принять участие во Второй мировой войне в составе военно-морских сил США. После возвращения в МЛБ в 1946 году он выиграл свой первый титул самого ценного игрока АЛ и принял участие в единственной в его карьере Мировой серии. В следующем сезоне он выиграл вторую Тройную корону. В 1952 и 1953 году он участвовал в Корейской войне. В 1957 и 1958 годах он в пятый и шестой раз в своей карьере становился лидером АЛ по отбиванию.
После завершения игровой карьеры в 1960 году, он с 1969 по 1972 года занимал пост менеджера «Вашингтон Сенаторс/Техас Рейнджерс». Будучи заядлым рыболовом, он вёл передачу о рыбалке и был выбран в Зал Славы рыбалки IGFA. В 1991 году президент США Джордж Буш наградил его президентской медалью Свободы — высшей наградой США для гражданских лиц. В 1997 году он был выбран в сборную всех времён МЛБ, а в 1999 году в сборную столетия МЛБ.